# 기비노 마키비

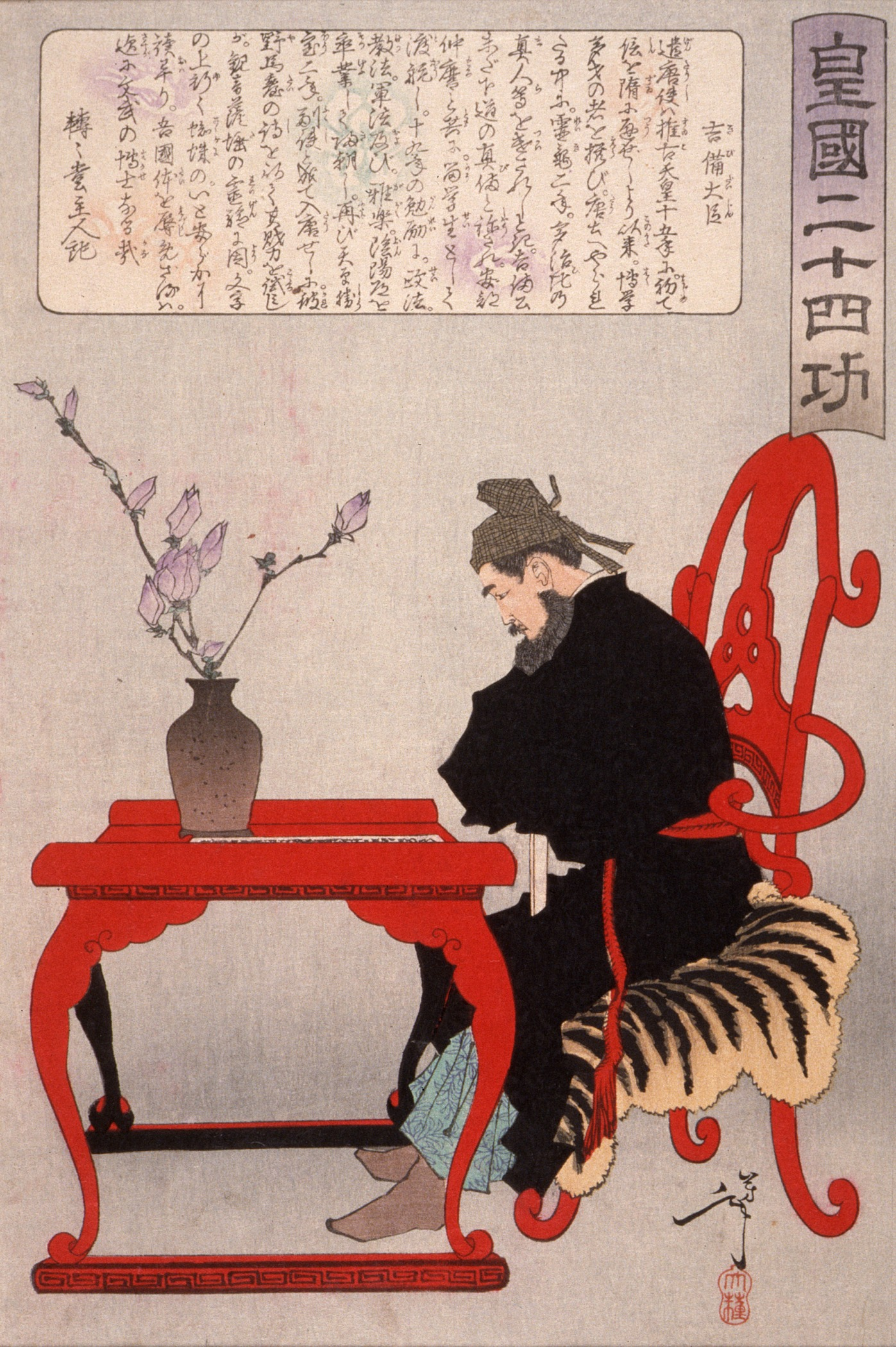
기비노 마키비

기비노 마키비(일본어: 吉備真備 키비 노 마키비[*], 지토 천황 12년 ~ 호키(寶龜) 6년 10월 2일(775년 11월 3일)는 나라 시대의 학자, 공경이다. 관위는 정2위ㆍ우대신(右大臣)이며, 훈등은 훈2등이다. 시모쓰미치노 마키비(일본어: 下道真備 시모츠미치 노 마키비[*]), 기비노 시모쓰미치노 마키비(일본어: 吉備下道真備 키비 노 시모츠미치 노 마키비[*])로도 불린다.
빗추국 시모쓰미치 군(下道郡, 오카야마현 기비 군 마비정, 지금의 일본 구라시키시 마비 정) 출신. 아버지는 우위사소위(右衛士少尉)를 지냈던 시모쓰미치노 구니카쓰(일본어: 下道圀勝 시모츠미치 노 쿠니카쓰[*]). 시모쓰미치 씨는 기비 지방의 유력한 지방호족 기비 씨의 일족이다. 이설로서 가모 씨 계도(加茂氏系圖)에는 기비노히코(吉備彦)의 손자ㆍ(가모의) 기비노 마로(吉備麻呂)ㆍ고다이진이라는 기재가 있는데, 이 인물이 기비노 마키비라는 설이 있다. 또한 헤이안 시대의 음양사였던 가모노 야스노리(賀茂保憲)ㆍ미쓰요시(光榮) 부자는 기비노 마키비의 후예라는 문헌도 있다.

## 생애
레이키(靈龜) 2년(716년) 22세로 견당유학생(견당사)이 된 그는 이듬해 요로(養老) 원년(717년)에 아베노 나카마로, 겐보(玄昉) 등과 함께 당에 들어갔다. 돌아오는 길에서는 다네가시마(種子島)에 표류하기도 했지만, 덴표(天平) 7년(735년)에 많은 서적을 가지고 귀국했다. 유학 외에도 천문학이나 음악, 병학 등을 배워, 귀국시에는 《동관한기(東觀漢記)》를 비롯한 경서(《당례唐禮》등 130권)ㆍ천문역법서(《대연력경》1권, 《대연력입성》12권)ㆍ악서(《악서요록》10권) 등의 서적과 측영철척(해시계)ㆍ악기(동률관, 철여방향, 사률관성 12조)ㆍ활(경련칠각궁, 마상음수칠각궁, 노면칠사절각궁 각 1장)ㆍ화살(사갑전 20척, 평사전 10척) 등을 조정에 바쳤다.
귀국 후에는 쇼무(聖武) 천황나 고묘 황후(光明皇后)의 총애를 받아 덴표 9년에 종5위가 되었다. 이듬해(738) 다치바나노 모로에(橘諸兄)가 고다이진(右大臣)으로 임명되면서 정권을 잡게 되자, 함께 귀국했던 승려 겐보와 함께 중용되었으며 마키비는 우위사독(右衛士督)의 직무를 겸하게 되었다. 덴표 11년(739) 8월에 어머니의 장례를 치렀다. 덴표 12년(740)에는 후지와라노 히로쓰구(藤原廣嗣)가 다자이후에서 반란을 일으킨다. 이듬해 13년에는 동궁학사로서, 훗날 덴노로 즉위하게 될 황태자 아베(阿倍) 내친왕(內親王)에게 《한서》나 《예기》를 가르쳤다. 그 뒤 덴표 15년에는 종4위하, 춘궁대부 겸 황태자학사, 동18년에는 기비노 아손(吉備朝臣)의 카바네(姓)를 받고, 동19년에 우경대부(右京大夫)로 옮겼으며 덴표쇼호(天平勝寶) 원년(749)에는 종4위상에 올랐다. 고켄 천황이 즉위한 후의 다음 2년에는, 후지와라노 나카마로가 전권을 휘두르게 되었고, 지쿠젠노카미ㆍ히젠노카미로 좌천된다. 동3년에는 견당부사가 되어, 이듬해에 당에 들어가 아베노 나카마로와 재회했지만, 그 다음 해에 귀국한다. 이 때 야쿠시마(屋久島)에 표착했으나, 칸진과 함께 무사하게 귀국한다.
덴표쇼호 6년(754)에는 다자이쇼니(大宰少弐)가 되었다. 덴표쇼호 8년에는 지쿠젠에 이토(怡土) 성을 쌓았으며, 당에서 안록산의 난이 일어나자 덴표호지(天平寶字) 2년(758)에 다자이후에서 대비하라는 칙을 받아, 덴표호지 3년(759)에 다자이다이니(大宰大弐, 다자이후 차석 벼슬)로 승진했다. 덴표호지 8년(764년)에는 도다이지(東大寺)의 축조를 감독하기 위한 장관으로 임명되어 70세의 나이로 헤이조쿄로 돌아왔다. 에미노 오시카쓰(恵美押勝, 후지와라노 나카마로)가 반란을 일으켰을 때 종3위로 승진되어 중위대장으로서 추토군을 지휘해 반란 진압을 맡았고(후지와라노 나카마로의 란), 덴표진고 원년(765년)에는 훈2등이 하사되었다. 이듬해에는 쇼토쿠 천황(고켄 천황의 복위)과 법왕으로 취임한 유게노 도쿄(弓削道鏡) 아래에서 중납언(中納言)이 되어, 후지와라노 마타테(藤原真楯)의 훙서에 따라 대납언(大納言)이 된 이래 고다이진으로까지 올랐고, 좌대신(左大臣) 후지와라노 나가테(藤原永手)와 함께 정치를 맡았다. 이는 지방 호족 출신으로서는 파격적인 출세였으며, 학자로서 입신해 대신의 자리까지 오른 것도 근세 이전에는 기비노 마키비와 스가와라노 미치자네 밖에 없었다.
호키(寶龜) 원년(770)에 쇼토쿠 천황이 죽었을 때, 궁녀로서 입궁해있던 누이동생 유리(由利)를 통해 덴노의 의사를 얻는 입장에 있었고, 나가테 등과 더불어 시라카베왕(白壁王, 후의 고닌 천황)의 태자 책봉을 실현시켰다.
후세의 역사서나 이야기에서는 차기 덴노 후보로서 덴무 천황의 손자였던 훈야노 기요미(文室浄三) 및 훈야노 오치(文室大市)를 추천했지만 실현되지 못하자 "오래 살다보니 이런 몹쓸 꼴을 당하는 구나" 라고 탄식했다고 한다. 다만 이 이야기는 《쇼쿠니혼키》에는 실려있지 않고, 이 때의 후지와라노 모모카와(藤原百川)의 암약을 포함해 후세의 와전 혹은 만들어낸 이야기로 보는 설이 강하다. 고닌 천황이 즉위한 뒤 마키비는 자신의 고령을 이유로 사직을 신청했지만, 겸직하고 있던 중위대장만이 해임이 허락되었을 뿐 고다이진은 그대로 유지되었다. 호키 2년에 다시 신청한 사직은 수락되었고, 이후 별다른 뚜렷한 행적은 남기지 않고 호키 6년에 숨을 거둔다.

## 같이 보기
- 견당사